# Кенджи Хоннами
Кенджи Хоннами (на японски: 本並 健治) е японски футболист.

## Национален отбор
Записал е и 3 мача за националния отбор на Япония.
| Япония | Япония | Япония |
| Година | Мачове | Голове |
| ------ | ------ | ------ |
| 1994   | 3      | 0      |
| Общо   | 3      | 0      |